# Predador de emboscada

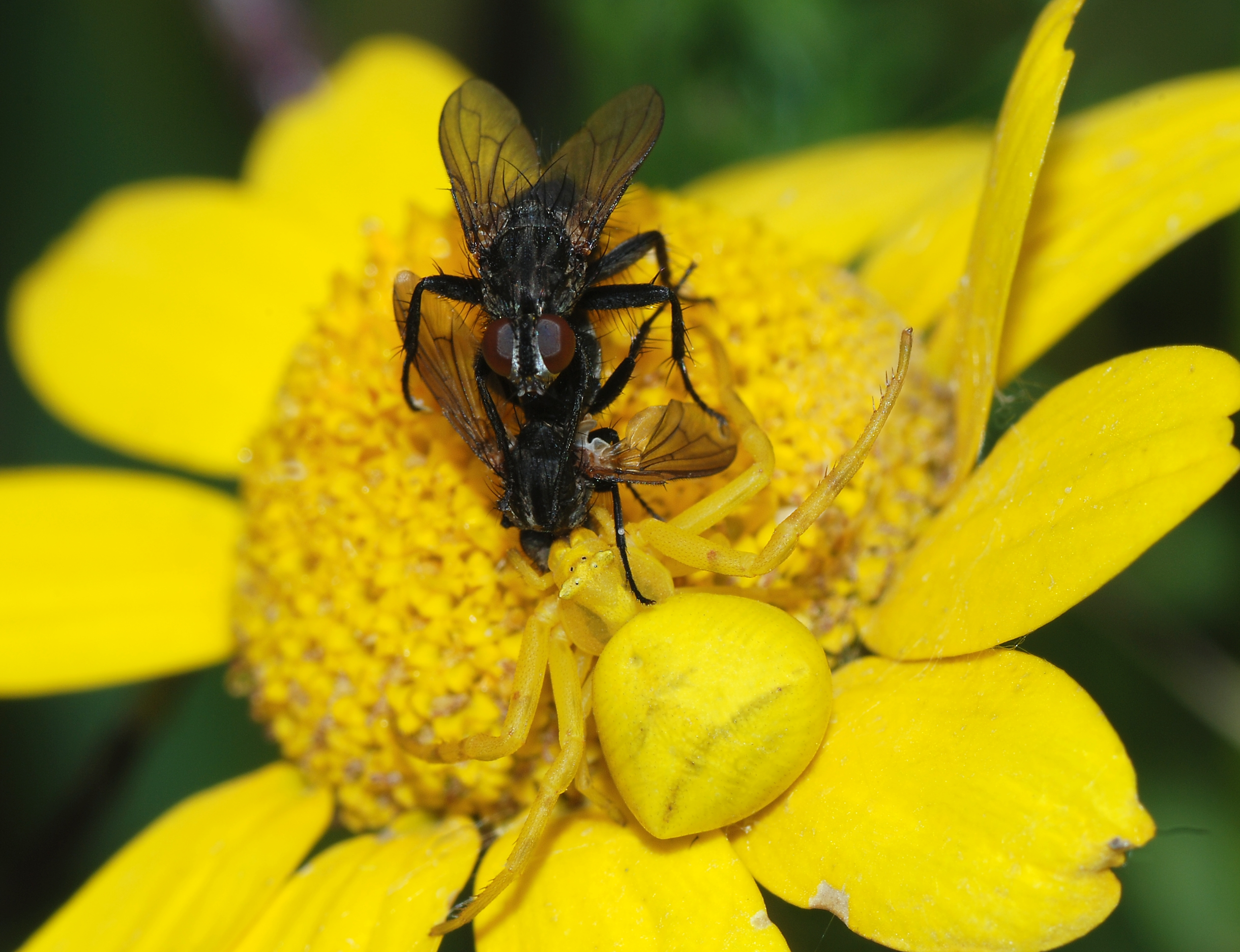
Uma fêmea de Misumena vatia capturando uma fêmea de um casal de moscas copulando.

Predadores de emboscada são carnívoros, tal como alguns fungos e plantas carnívoras que capturam suas presas sendo discretas ou por estratégia, em vez de correr ou pela força.

## Estratégia
Estes organismos geralmente escondem-se e esperam a presa aparecer e uma distância próxima. Eles geralmente estão camuflados e são solitários. Este modo de predação pode ser seguro pois protege o organismo de seus próprios predadores. Além disso, quando um predador não pode se mover muito rápido, fazer uma cilada para sua presa pode ser uma eficiente estratégia. Caso contrário, uma perseguição ativa é mais efetiva. Existe, entretanto, muitos estratégias intermediárias: quando um predador é mais rápido que sua presa em distâncias curtas, mas não em distâncias maiores, e emboscar passa a ser uma parte da estratégia de caça.

## Exemplos
Há muitas dimensões na predação e as estratégias se sobrepõem: alguns predadores exploram as trilhas previsíveis das presas, o que oferece oportunidades entre perseguir ou emboscar. Animais com tais estratégias incluem os felinos, crocodilos, e alguns insetos.

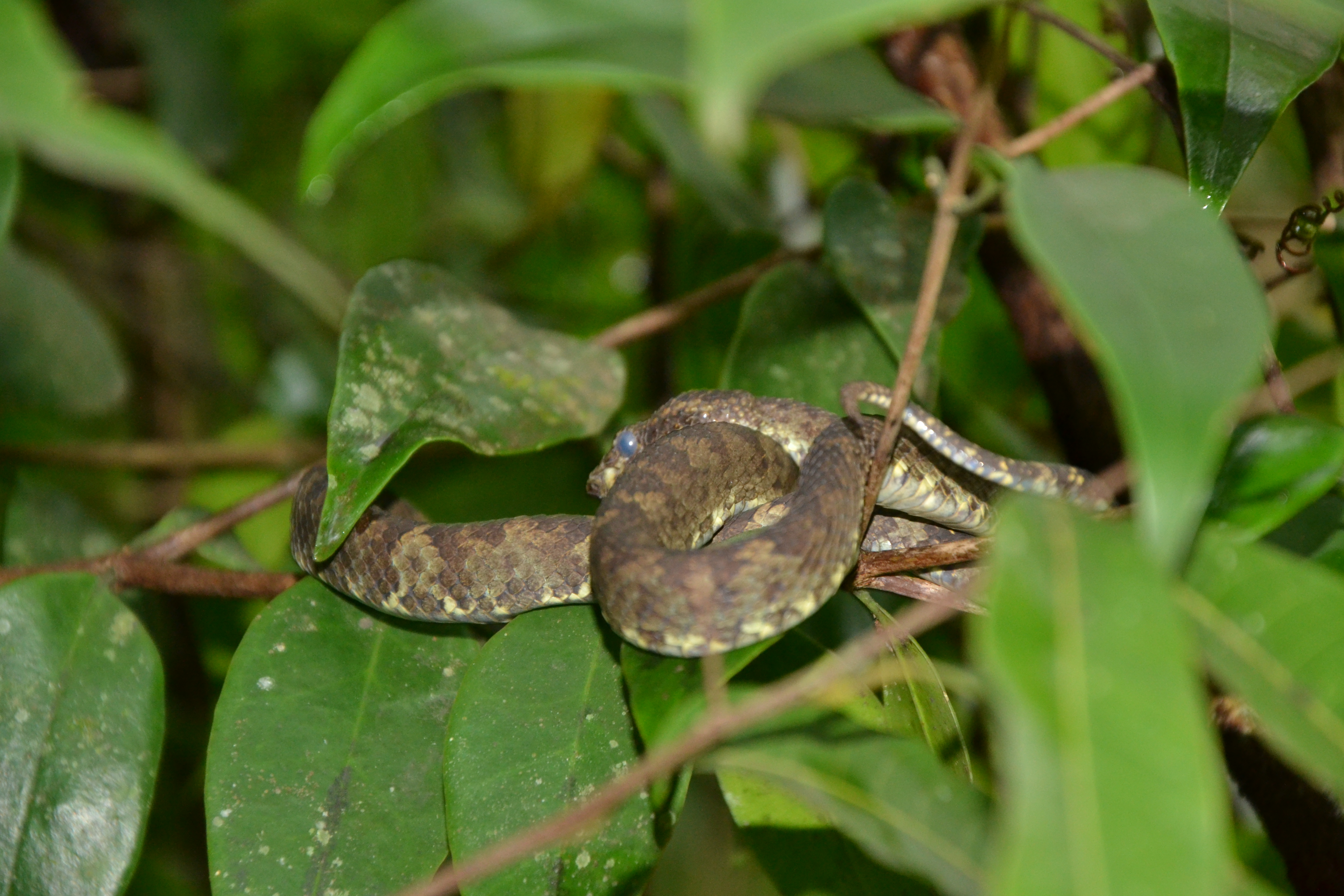
Víbora em uma postura típica de emboscada em cobras. Elas podem permanecer por dias nesta posição até uma presa atravessar seu caminho.
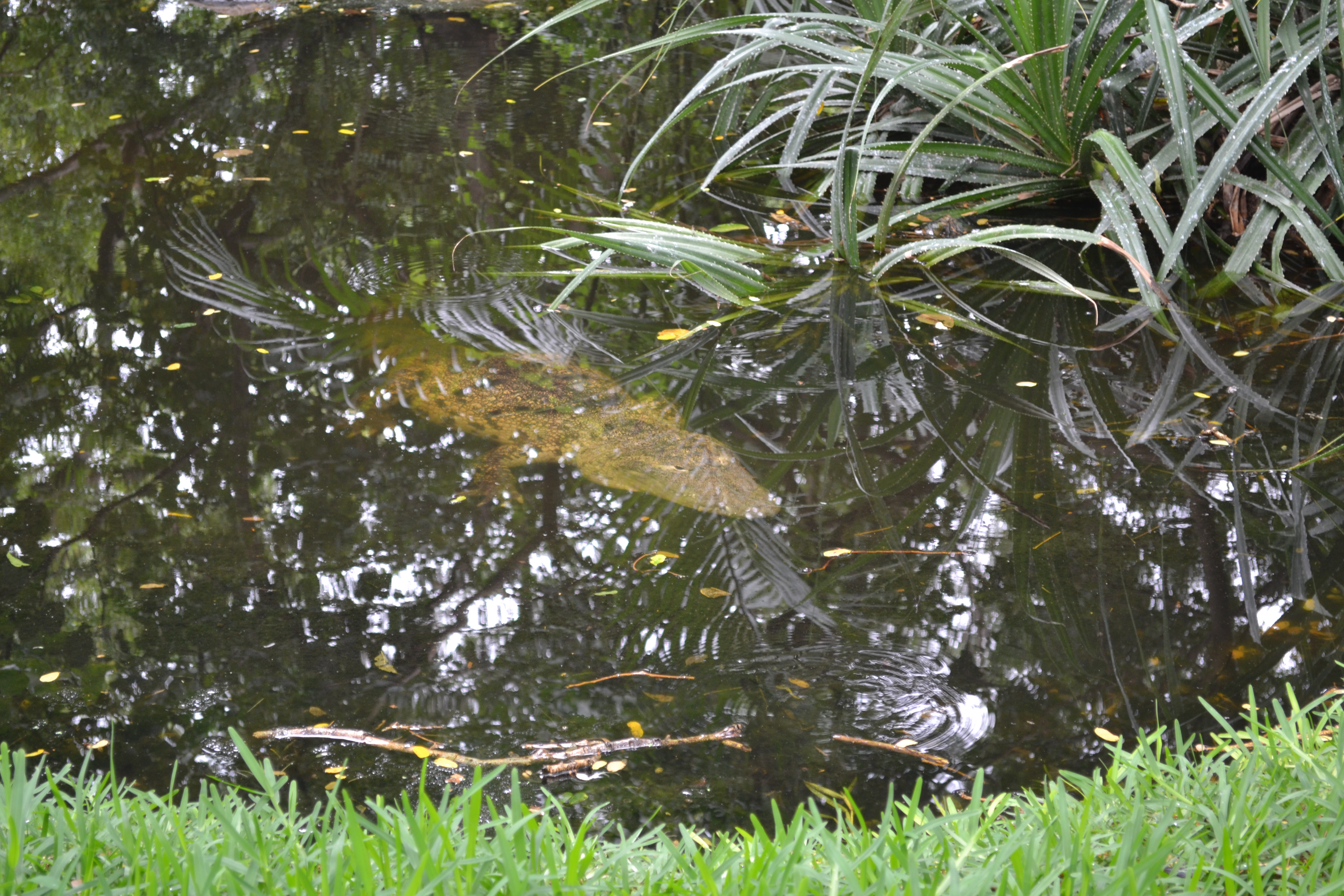
Crocodilo-de-morelet em postura de emboscada.Qualquer animal que passar pelo crocodilo torna-se uma potencial presa.
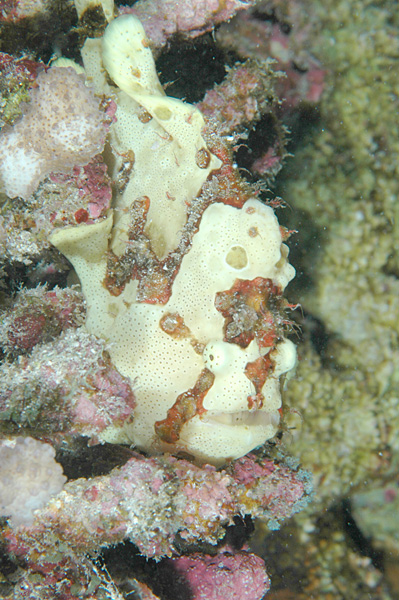
Peixes podem capturar suas presas por uma abertura súbita de suas mandíbulas, o que acaba engolindo pequenas presas. O ataque pode ser tão rápido quanto 6 milissegundos.